# سجویک (کانزاس)
سجویک (به انگلیسی: Sedgwick) شهری در ایالت کانزاس کشور ایالات متحده آمریکا است که جمعیت آن در سرشماری سال ۲۰۱۰ میلادی، ۱٬۶۹۵ نفر بوده‌است.